# La captura de Crist
La captura de Crist, El prendiment de Crist o El petó de Judes és una pintura realitzada aproximadament el 1602 per l'artista barroc italià Michelangelo Merisi da Caravaggio. L'obra es troba a la Galeria Nacional d'Irlanda, a Dublín.

## Descripció
A la pintura poden observar-se set figures. Són, d'esquerra a dreta: Joan l'Apòstol, Jesús, Judes Iscariot, tres soldats, i un home. Tots els personatges es troben dempeus, i únicament es mostren les tres quartes parts superiors dels seus cossos. Les figures estan disposades davant un fons molt fosc, en el qual l'entorn està ocult. La principal font d'il·luminació no és evident, però es troba en el sector superior esquerre. L'home a la dreta sosté una llanterna. A l'extrem esquerre hi ha un home que està fugint; els seus braços estan alçats, la seva boca oberta i cridant, el seu mantell està volant darrere d'ell i és subjectat per un soldat. Aquest home ha estat identificat com Sant Joan.
Alguns historiadors d'art creuen que l'home que aguanta la llanterna és un autoretrat del mateix autor.

## Pèrdua i redescobriment
Per finals del segle xviii es va creure que la pintura havia desaparegut i el seu parador va romandre desconegut durant prop de 200 anys. Al 1990, l'obra de Caravaggio va ser reconeguda a la residència de la Companyia de Jesús (els jesuïtes) a Dublín, Irlanda. L'emocionant descobriment va ser publicat el 1993.
El quadre havia estat penjat al saló menjador dels jesuïtes a Dublín des de començaments dels anys 1930 però l'havien considerat una còpia de l'original extraviat creada per Gerard van Honthorst (també conegut com Gherardo della Notte), un dels seguidors holandesos de Caravaggio. Aquesta determinació errònia havia estat efectuada quan la pintura estava en possessió de la família romana Mattei, els ancestres de la qual van ser els qui van encarregar la realització d'aquesta. En 1802, els Mattei la van vendre com a obra de Honthorst a William Hamilton Nisbet, i va estar penjada a la seva casa d'Escòcia fins 1921. Després, en aquesta mateixa dècada, el quadre va ser venut a una pediatra irlandesa que eventualment la va donar als jesuïtes a Dublín, en gratitud pel seu suport després de la mort del seu espòs.
La captura de Crist va romandre en poder dels jesuïtes de Dublín durant uns 60 anys, fins que va ser observada i reconeguda al començament dels anys 1990 per Sergio Benedetti, conservador de la Galeria Nacional d'Irlanda, mentre visitava als jesuïtes per a examinar altres pintures que havien de ser restaurades. En retirar capa rere capa de brutícia i vernís descolorit, va quedar revelada la gran qualitat tècnica de la pintura, que va ser identificada, temptativament, com l'obra desapareguda de Caravaggio.
El quadre es troba en préstec a llarg termini en la Galeria Nacional d'Irlanda i també va ser exhibida durant la mostra Rembrandt-Caravaggio realitzada en 2006 al Museu Van Gogh d'Amsterdam.
Gran part del crèdit de verificar l'autenticitat de la pintura pertany a Francesca Cappelletti i Laura Testa, dues estudiants graduades de la Universitat de Roma. Durant un llarg procés de recerca, ambdues van trobar el primer esment que es té registre de La captura de Crist, en un llibre comptable antic i deteriorat on s'indica l'encàrrec i els pagaments a Caravaggio. El llibre va ser trobat en l'arxiu de la família Mattei, que es conserva en el soterrani d'un palazzo situat en la petita ciutat de Recanati.